# Lapponian Shepherd
Il Lapponian Shepherd (Lapinpaimenkoira) o Cockhill's Finnish Lapphound (Kukonharjunkoira)  è una razza canina estinta originaria della Finlandia. Nonostante il nome, non ha origine dalla Lapponia, ma dalle parti meridionali del paese.
Negli anni '30, i cani da pastore di renne lapponi, vale a dire il finlandese Lapphund, furono portati nella Finlandia meridionale e incrociati con il cane orso della Carelia a pelo lungo. È così che venne sviluppata una nuova razza chiamata Cockhill's Finnish Lapphound e nel 1945 fu ufficialmente registrata come Lapponian Shepherd. Tuttavia, il Lapphund finlandese e il Lapponian Herder furono presto aggiunti con lo stesso nome di razza e, quindi, tutte e tre queste razze iniziarono ad incrociarsi tra loro.
Nel 1967, il Finnish Kennel Club (il Suomen Kennelliitto) decise di dividere la razza Lapponian Shepherd in due razze separate chiamate 
Finnish Lapphund e Lapponian Herder. Non presero in considerazione il Lapphound finlandese di Cockhill e all'inizio degli anni '80, alla fine si è estinto a causa della popolarità del Lapphund finlandese. Tuttavia, può ancora essere trovato dietro le linee di sangue dei Lapponi finlandesi di oggi.